# Zygmunt Hübner

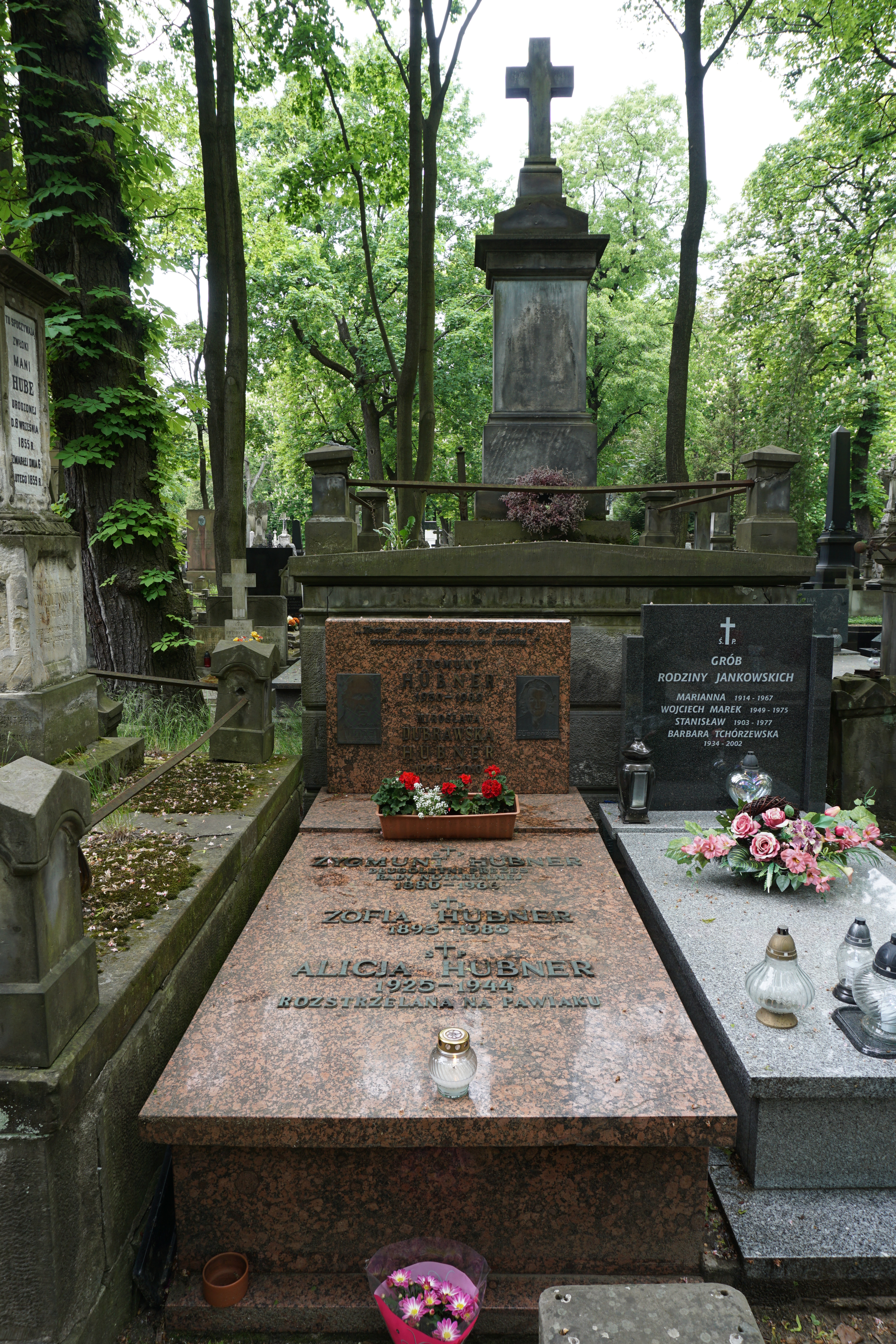
Grób Zygmunta Hübnera na cmentarzu Powązkowskim

Zygmunt Hübner (ur. 23 marca 1930 w Warszawie, zm. 12 stycznia 1989 tamże) – polski aktor, reżyser, publicysta i pedagog, wybitny dyrektor teatrów.

## Życiorys
Urodził się w rodzinie prawnika i polityka Zygmunta Hübnera (1879–1966).
Ukończył VII Liceum Ogólnokształcące im. Juliusza Słowackiego w Warszawie. W 1952 ukończył studia na Wydziale Aktorskim PWST w Warszawie. W latach 1948–1950 studiował historię sztuki na Uniwersytecie Warszawskim. W 1956 ukończył studia na Wydziale Reżyserii warszawskiej PWST.

### Działalność artystyczna
1952–1963
W latach 1952–1953 był aktorem Teatru Ludowego w Warszawie, a w latach 1953–1954 Teatru Narodowego. Po ukończeniu studiów reżyserskich rozpoczął współpracę z Teatrem Wybrzeże w Gdańsku, gdzie reżyserował i występował, a w latach 1958–1960 pełnił funkcję kierownika artystycznego. Współpracował tam z reżyserami Konradem Swinarskim i Andrzejem Wajdą, który w Teatrze Wybrzeże debiutował jako reżyser teatralny, oraz aktorami: Mirosławą Dubrawską (żona Hübnera), Zbigniewem Cybulskim, Bogumiłem Kobielą i Władysławem Kowalskim. W latach 1960–1962 reżyserował w teatrach warszawskich: Ateneum, Polskim (m.in. Eryk XIV Augusta Strindberga) i Syrenie. W latach 1962–1963 dyrektor Teatrów Dramatycznych we Wrocławiu. Do najważniejszych jego osiągnięć tego okresu należą inscenizacje w Teatrze Wybrzeże: Makbet Williama Szekspira (1958) i Nosorożec Eugène’a Ionesco (1960) oraz Król Lear Szekspira w Teatrze Polskim w Warszawie (1962).
1963–1970
W 1963 objął stanowisko dyrektora naczelnego i artystycznego Starego Teatru w Krakowie. Kontynuując linię repertuarową swojego poprzednika Władysława Krzemińskiego, podjął się realizacji ambitnego zadania zbudowania w Krakowie jednej z najlepszych scen dramatycznych w kraju. Cel ten starał się osiągnąć, angażując do pracy w teatrze najlepszych i najzdolniejszych artystów: reżyserów, aktorów, scenografów i kompozytorów. Dzięki niemu wieloletnią współpracę ze Starym Teatrem rozpoczęli Andrzej Wajda i Konrad Swinarski, a do zespołu aktorskiego trafili m.in. Mirosława Dubrawska, Anna Polony, Anna Seniuk, Jerzy Bińczycki, Tadeusz Malak, Jan Nowicki, Franciszek Pieczka, Wojciech Pszoniak, Wiktor Sadecki i Marek Walczewski. Sam wyreżyserował m.in. Wariatkę z Chaillot Jeana Giraudoux (1964), Kto się boi Wirginii Woolf? Edwarda Albee’ego (1965), Mizantropa Moliera (1966) i Poskromienie złośnicy Szekspira (1969). Teatr zdobywał coraz większe uznanie w kraju i za granicą, także nagrody władz państwowych. Mimo to w 1969 doszło do poważnych ingerencji cenzury w repertuarze, przeciwko czemu zaprotestował Hübner, składając dymisję ze stanowiska dyrektora.
1970–1989
Po odejściu ze Starego Teatru przez kilka lat reżyserował gościnnie w wielu teatrach w Polsce. W 1970 wyreżyserował jedno ze swoich najsłynniejszych i wielokrotnie nagradzanych przedstawień – Ulissesa na podstawie powieści Jamesa Joyce’a w Teatrze Wybrzeże. Podjął również współpracę z warszawską PWST, gdzie najpierw pracował jako wykładowca, w latach 1972–1975 jako prodziekan, a w latach 1975–1981 dziekan Wydziału Reżyserii. W latach 1970–1980 był sekretarzem generalnym Polskiego Ośrodka Międzynarodowego Instytutu Teatralnego (ITI).
Teatr Powszechny
W 1974 rozpoczął pracę w Teatrze Powszechnym w Warszawie, z którym był związany aż do śmierci. Do 1977 pracował tam jako kierownik artystyczny, a od 1977 jako dyrektor naczelny i artystyczny. Dzięki swojemu talentowi artystycznemu i organizacyjnemu oraz współpracy z najwybitniejszymi indywidualnościami polskiego teatru powtórzył sukces z pracy w Starym Teatrze, czyniąc z Teatru Powszechnego jedną z najlepszych scen w kraju. Wyreżyserował tam wiele ważnych i cenionych spektakli, m.in. Lot nad kukułczym gniazdem Dale’a Wassermana na podstawie powieści Kena Keseya (1977), Zemstę Aleksandra Fredry (1978), Spiskowców na podstawie powieści W oczach Zachodu Josepha Conrada (1980), Iwonę, księżniczkę Burgunda Witolda Gombrowicza (1983), Garderobianego Ronalda Harwooda (1986) i Medeę Eurypidesa (1988). W kierowanym przez niego zespole aktorskim znaleźli się artyści współpracujący z nim wcześniej w Gdańsku i Krakowie: Mirosława Dubrawska, Anna Seniuk, Edmund Fetting, Kazimierz Kaczor, Władysław Kowalski, Franciszek Pieczka, Wojciech Pszoniak i Marek Walczewski oraz inny wybitni aktorzy: Krystyna Janda, Elżbieta Kępińska, Mariusz Benoit, Janusz Gajos, Leszek Herdegen, Piotr Machalica, Stanisław Zaczyk czy Zbigniew Zapasiewicz. Z teatrem współpracowało wielu znakomitych reżyserów, wśród nich Kazimierz Kutz, Aleksander Bardini czy Piotr Cieślak, a także Andrzej Wajda, który w 1977 wystawił w Teatrze Powszechnym spektakl według Rozmów z katem Kazimierza Moczarskiego, w którym Hübner grał rolę Moczarskiego.
Teatr Powszechny nosi obecnie jego imię.
Teatr Telewizji
Zrealizował ponad 30 spektakli telewizyjnych, w tym m.in. W małym dworku Witkacego (1970), Świętoszka Moliera (1971), Poskromienie złośnicy Szekspira (1971), Czarownice z Salem Arthura Millera (1978), Nie-Boską komedię Zygmunta Krasińskiego (1982), Spiskowców według Conrada (1987) i Iwonę, księżniczkę Burgunda Gombrowicza (1987), zaliczane do „Złotej setki” najlepszych przedstawień Teatru Telewizji.
W roku 2021 w Teatrze Polskiego Radia miała miejsce premiera słuchowiska „Ludzie Cesarza”, na podstawie dramatu Zygmunta Hübnera, w adaptacji i reżyserii Jakuba Cumana.
Film
Odtwórca wielu ról filmowych. Zasłynął rolą majora Henryka Sucharskiego w filmie Westerplatte w reżyserii Stanisława Różewicza (1967). Grał też m.in. w filmach: Zbrodniarz, który ukradł zbrodnię, Akcja Brutus, Szpital Przemienienia, Blaszany bębenek i Przypadek. Reżyser filmów: Co jest w człowieku w środku?, Gonitwa i Seksolatki.
23 sierpnia 1980 roku dołączył do apelu 64 uczonych, pisarzy i publicystów do władz komunistycznych o podjęcie dialogu ze strajkującymi robotnikami.
Pochowany na cmentarzu Powązkowskim w Warszawie (kwatera 18-3-18).

## Publikacje
Publikował jako autor felietonów, esejów, recenzji i tekstów o teatrze, które ukazywały się m.in. w „Dialogu”, „Odrze”, „Teatrze”, „Kinie” i „Życiu Literackim”. Jego felietony i eseje ukazały się w zbiorach Przepraszam, nic nowego (1978) i Loki na łysinie (1989). Był również autorem książek Bogusławski, człowiek teatru (1958), Sztuka reżyserii (1982) oraz Polityka i teatr (1991), a także sztuk teatralnych (m.in. Ludzie cesarza i Teatr za dwa obole).

## Odznaczenia i nagrody
- 1965 Złoty Krzyż Zasługi

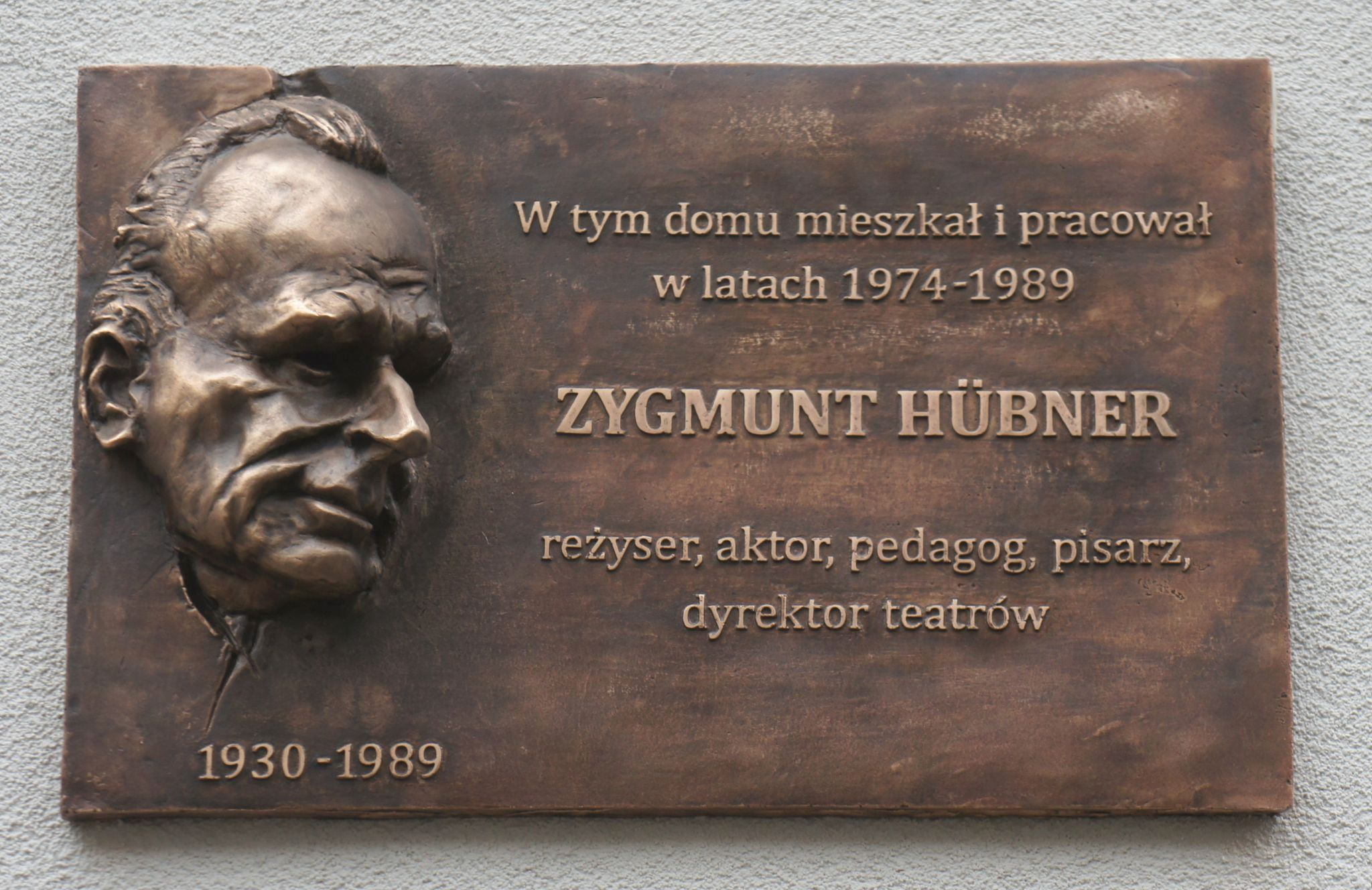
Tablica upamiętniająca Zygmunta Hübnera

- 1967 Nagroda Ministra Kultury i Sztuki III stopnia za działalność kierowniczą i reżyserską
- 1967 Złota Odznaka za zasługi dla Krakowa
- 1968 Nagroda Miasta Krakowa[5]
- 1969 Krzyż Kawalerski Orderu Odrodzenia Polski
- 1977 Nagroda Ministra Kultury i Sztuki
- 1978 Krzyż Oficerski Orderu Odrodzenia Polski
- 1979 Nagroda Prezesa Rady Ministrów I stopnia
- 1986 Medal 40-lecia PRL
- 1990 Nagroda im. Konrada Swinarskiego (pośmiertnie) – przyznawana przez redakcję miesięcznika „Teatr” (za sezon 1988/1989)
- 1992 Nagroda im. Stanisława Ignacego Witkiewicza za „Teatralną Książkę Roku” – pośmiertnie